# 高田円乗
高田 円乗（たかだ えんじょう、生年不明 - 文化6年〈1809年〉）とは、江戸時代中期から後期に活動した狩野派の絵師。『前賢故実』を表した菊池容斎の師として知られる。

## 来歴
加藤文麗の門人。一説には狩野養川院惟信の門人で狩野氏を称すともいわれる。江戸の人で、高田氏、但し高氏と略すこともあった。円乗は号で、名は正和。俗称は庸助。御徒町摩利支天横町に住む。『江戸方角分』に「御徒隠居」と記されてあるため、江戸幕府御徒士衆であったと推定される。名筆で知られており、天明から没年まで画巻や絵本などを描いた。徒士繋がりからか、大田南畝や朋誠堂喜三二と交流している。また麟祥院には複数の作品が残っており、更さらに師の文麗や弟子の容斎の作品も伝来していることから、画系ぐるみの深い繋がりがあったとも想定される。晩年には剃髪し隠居した。

## 作品
著作
- 『孔子行状図解』 寛政元年（1789年）
- 『唐詩選画本』3編 寛政3年（1791年）序

肉筆画
| 作品名         | 技法     | 形状・員数 | 寸法（縦x横cm） | 所有者             | 年代                  | 落款・印章                                      | 備考           |
| -------------- | -------- | ---------- | --------------- | ------------------ | --------------------- | ----------------------------------------------- | -------------- |
| 加言二十四孝   |          | 3巻        |                 | 国立国会図書館     |                       |                                                 |                |
| 釈迦誕生図     | 絹本著色 | 1幅        | 171.2x93.2      | 麟祥院             | 1799年（寛政11年）    | 款記「文庸斎円乗高田正和謹画」/「円乗」朱文方印 | 円乗自身が寄進 |
| 峨山慈棹像     | 絹本著色 | 1幅        | 98.7x37.5       | 麟祥院             | 1808年（文化5年）以前 | 款記無/「正和」朱文壺印・「円乗」白文方印       | 隠山惟琰賛     |
| 三十六歌撰絵巻 |          |            |                 | 東京大学総合図書館 | 制作年不明            |                                                 | 大田南畝賛     |